# Sabrina Wu
Sabrina Wu (nació en 1997) es una persona profesional de la actuación, guionista y comediante. Fue parte del grupo de escritores de la serie de Disney+ Doogie Kameāloha, M.D. Wu actúa en un papel principal en la película Joy Ride de Adele Lim. Se le nombró en 2022 como Just for Laughs New Face of Comedy.

## Vida y carrera
Wu nació y creció en Ann Arbor, Michigan. Sus padres emigraron a los Estados Unidos desde China. Wu asistió a la escuela secundaria en Greenhills School y jugó en el equipo de baloncesto. Se interesó por primera vez en la comedia a los 16 años después de ver el especial Hot and Fluffy de Gabriel Iglesias y comenzó a actuar en los programas de talentos de la escuela secundaria.
Wu continuó realizando monólogos cómicos como estudiante de pregrado en la Universidad de Harvard y fue copresidente de la Harvard College Stand-Up Society. También actuó con el grupo de improvisación On Thin Ice y fue parte de los miembros de la Signet Society. Wu se tomó un semestre libre para hacer una pasantía en The Daily Show. Residió en Dunster House y se graduó con una licenciatura en psicología en 2020.
El primer trabajo de escritura de guiones de Wu fue en la primera temporada de la serie de Disney+ Doogie Kameāloha, M.D. Realizó un stand-up set en The Tonight Show en 2022.
Wu es un personaje principal en la película Joy Ride de 2023 junto a Stephanie Hsu, Ashley Park y Sherry Cola. También actúa en un papel principal en el próximo piloto de comedia de Lauren Ludwig para FX.
Wu reside en Brooklyn. Es de género no binario,  y usa los pronombres en inglés they/them.